# Gadi Kinda
Gadi Kinda (hebreiska: גדי קינדה), född 23 mars 1994 i Addis Abeba i Etiopien, död 20 maj 2025 i Haifa, Israel, var en israelisk professionell fotbollsspelare som spelade som offensiv mittfältare. Han representerade Israels landslag i tio landskamper.

## Tidigt liv
Kinda föddes i en etiopisk-judisk familj i Addis Abeba. Vid tre års ålder immigrerade han med sin familj till Israel. Vid nio års ålder började han spela för fotbollsklubben F.C. Ashdod, där han gjorde sin professionella debut som 17-åring år 2011.

## Klubbkarriär
Från 17 års ålder spelade Kinda för FC Ashdod i den  israeliska högstaligan, där han stannade i åtta år. 
I februari 2019 gick han över till Beitar Jerusalem.
I januari 2020 värvades han till Sporting Kansas City i Major League Soccer på ett ettårigt låneavtal med köpoption. Han debuterade den 29 februari 2020 och gjorde mål i en 3–1-seger borta mot Vancouver Whitecaps. Efter säsongen 2020 skrev han permanent kontrakt med klubben.
Inför säsongen 2022 meddelade Sporting Kansas City att Kinda skulle missa hela säsongen på grund av en operation för att återställa brosket i hans högra knä. Hans platser som senior- och utländsk spelare frigjordes, och en del av hans lönekostnad räknades bort från klubbens lönetak. Dock kunde hans status som så kallad ”designated player” inte överföras. Efter säsongen 2023 lämnade Kinda Kansas City och återvände till Israel för att spela för Maccabi Haifa. 

## Landslagskarriär
Kinda debuterade för Israels seniorlandslag den 5 juni 2021 i en vänskapsmatch mot Montenegro. Han ersatte Manor Solomon i den 73:e minuten och gjorde mål på övertid, vilket fastställde slutresultatet till 3–1 för Israel.

## Död
I maj 2025 meddelade Maccabi Haifa FC att Kinda led av ett allvarligt medicinskt tillstånd. Den 20 maj 2025 avled han till följd av komplikationer kopplade till detta tillstånd.

## Karriärstatistik
| Nr. | Datum            | Arena                                          | Motståndare | Mål | Resultat | Tävlingstyp           |
| --- | ---------------- | ---------------------------------------------- | ----------- | --- | -------- | --------------------- |
| 1.  | 5 juni 2021      | Podgoricas stadsstadion, Podgorica, Montenegro | Montenegro  | 3–1 | 3–1      | Vänskapsmatch         |
| 2.  | 21 november 2023 | Estadi Nacional, Andorra la Vella, Andorra     | Andorra     | 2–0 | 2–0      | Kvalspel till EM 2024 |